# Oitava Avenida (Manhattan)
A Oitava Avenida (originalmente chamada de Eighth Avenue) é uma importante via em Manhattan, na cidade de Nova York.
A avenida começa no bairro de West Village, no Abingdon Square Park (onde a Hudson Street se torna a Oitava Avenida em um cruzamento com Bleecker Street) e corre para o norte por 44 quadras através do Chelsea, Garment District, Hell's Kitchen, Midtown Manhattan e Teatros da Broadway, antes de finalmente terminar em Columbus Circle (altura da rua 59).
A Oitava Avenida tem tráfego no sentido único para o norte desde 6 de junho de 1954.
A partir de Columbus Circle, a avenida torna-se uma via de mão dupla seguindo ao longo do Central Park, se tornando a Central Park Oeste, depois disso continua sendo chamada de oitava avenida, porém de forma não oficial. A linha do metrô IND Eighth Avenue Line percorre toda a Oitava avenida.

## Pontos de interesse

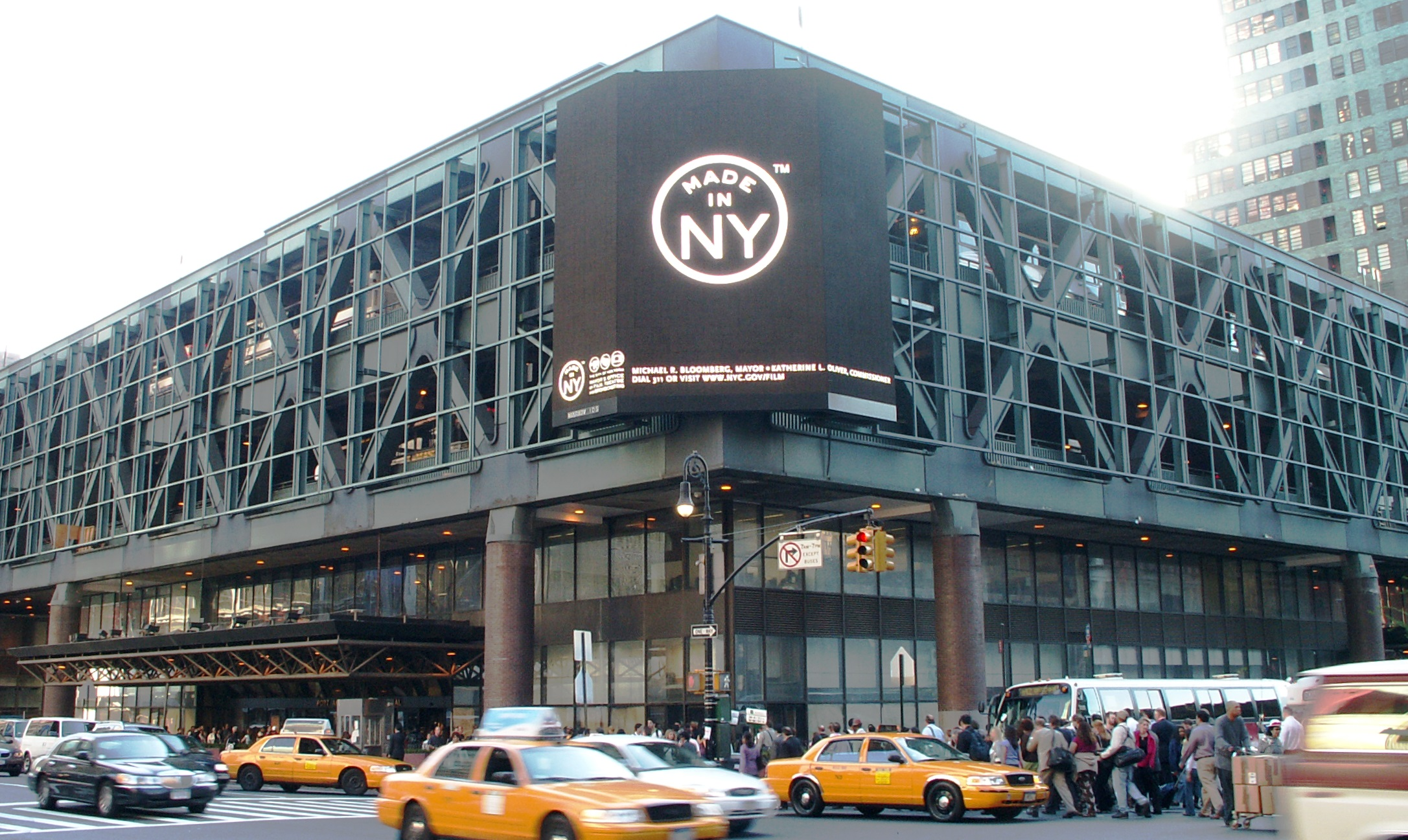
O Port Authority Bus Terminal, na rua 42

- O Hotel Chelsea (altura da rua 23).[2]
- Madison Square Garden e Penn Station (entre as ruas 31 e 34).[3]
- New York Times Building na rua 40.
- Port Authority Bus Terminal (entre as ruas 40 e 42).
- One Worldwide Plaza.
- Torre Hearst.